# Lúčky (Košice)
Lúčky é um município da Eslováquia, situado no distrito de Michalovce, na região de Košice. Tem 7,93 km² de área e sua população em 2018 foi estimada em 598 habitantes.

## Demografia
| Ano:        | 1994 | 2004   | 2014    | 2024   |
| ----------- | ---- | ------ | ------- | ------ |
| Broj ljudi: | 486  | 522    | 582     | 587    |
| Razlika:    |      | +7,40% | +11,49% | +0,85% |

| Ano:               | 2023 | 2024   |
| ------------------ | ---- | ------ |
| Número de pessoas: | 589  | 587    |
| Diferença:         |      | -0,33% |